# Vol Pacific Western Airlines 501
Le vol Pacific Western Airlines 501 est un vol intérieur régulier devant relier Calgary à Edmonton, dans l'Alberta, au Canada. Le 22 mars 1984, le Boeing 737 assurant ce vol prit feu pendant le décollage. Les 119 passagers et membres d'équipage présents à bord ont survécu, mais cinq personnes ont été grièvement blessées et 22 autres légèrement.

## Avion
L'aéronef impliqué est un Boeing 737-275 immatriculé C-GQPW (numéro de série 22265/755) et construit en 1981. Propulsé par deux moteurs Pratt & Whitney JT8D-9A, il totalise 7 447 heures de vol au moment de l'accident.

## Description de l'accident
Le vol 501 a quitté la porte d'embarquement de l'aéroport international de Calgary à 7 h 35 et se prépara à décoller au nord sur la piste 34, avec à son bord cinq membres d'équipage et 114 passagers. 
À 7 h 42, un fort bruit sec a été entendu 20 secondes après le début de la course au décollage, à une vitesse d'environ 70 nœuds (130 km/h) et après avoir parcouru 1 300 pieds (396 m) sur la piste. L'avion a commencé à vibrer et à légèrement virer à gauche, et un incendie s'est déclaré à l'arrière. Le commandant de bord Stan Fleming, alors pilote en fonction (PF), a réussi à interrompre le décollage en utilisant les freins et l'inversion de poussée des moteurs.

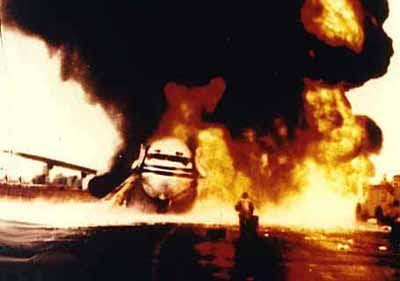
Le vol 501, en flamme sur le tarmac, juste après l'évacuation de l'appareil.

Les deux pilotes ont suspecté l'éclatement d'un des pneus du train d'atterrissage principal gauche. Le commandant a décidé de dégager la piste par la voie de circulation C-4. Ils ont également constaté que le régime du moteur gauche indiquait 0 %.
Une évacuation d'urgence a été rapidement ordonnée, alors que l'incendie se propageait dans la partie arrière du 737. Cinq personnes ont été grièvement blessées et 22 ont subi des blessures légères, mais personne n'a été tué parmi les 119 personnes à bord. L'avion a été en grande partie détruit par l'incendie.

## Causes
Le Bureau canadien de la sécurité aérienne (CASB) a déterminé qu'une défaillance non contenue d'un disque du compresseur du treizième étage du moteur gauche s'était produite lors du décollage. Des débris du moteur ont alors perforé un des réservoirs de carburant, provoquant l'incendie. 
La défaillance de ce disque résultait d'une fissuration par fatigue du métal. Elle a débuté à la suite d'une combinaison non identifiée de facteurs qui se sont développés progressivement sur un certain laps de temps, après la dernière révision majeure de l'avion en mai 1981. Certaines procédures de réparation effectuées lors de la dernière révision majeure n'étaient pas conformes au manuel de maintenance des moteur JT8D ; en conséquence, des défaillances multiples dans l'ensemble du compresseur du treizième étage sont apparues.
Cet incident présente de nombreuses similitude avec celui du vol British Airtours 28M, qui coûta la vie à 55 personnes l'année suivante, le 22 août 1985.